# Mikołaj Bylimin
Mikołaj Bylimin herbu Poraj, właściwie Bylimin (ur. w XIV w., zm. w XV w.) – bojar litewski pochodzenia książęcego, adoptowany podczas unii horodelskiej (1413).

## Życiorys

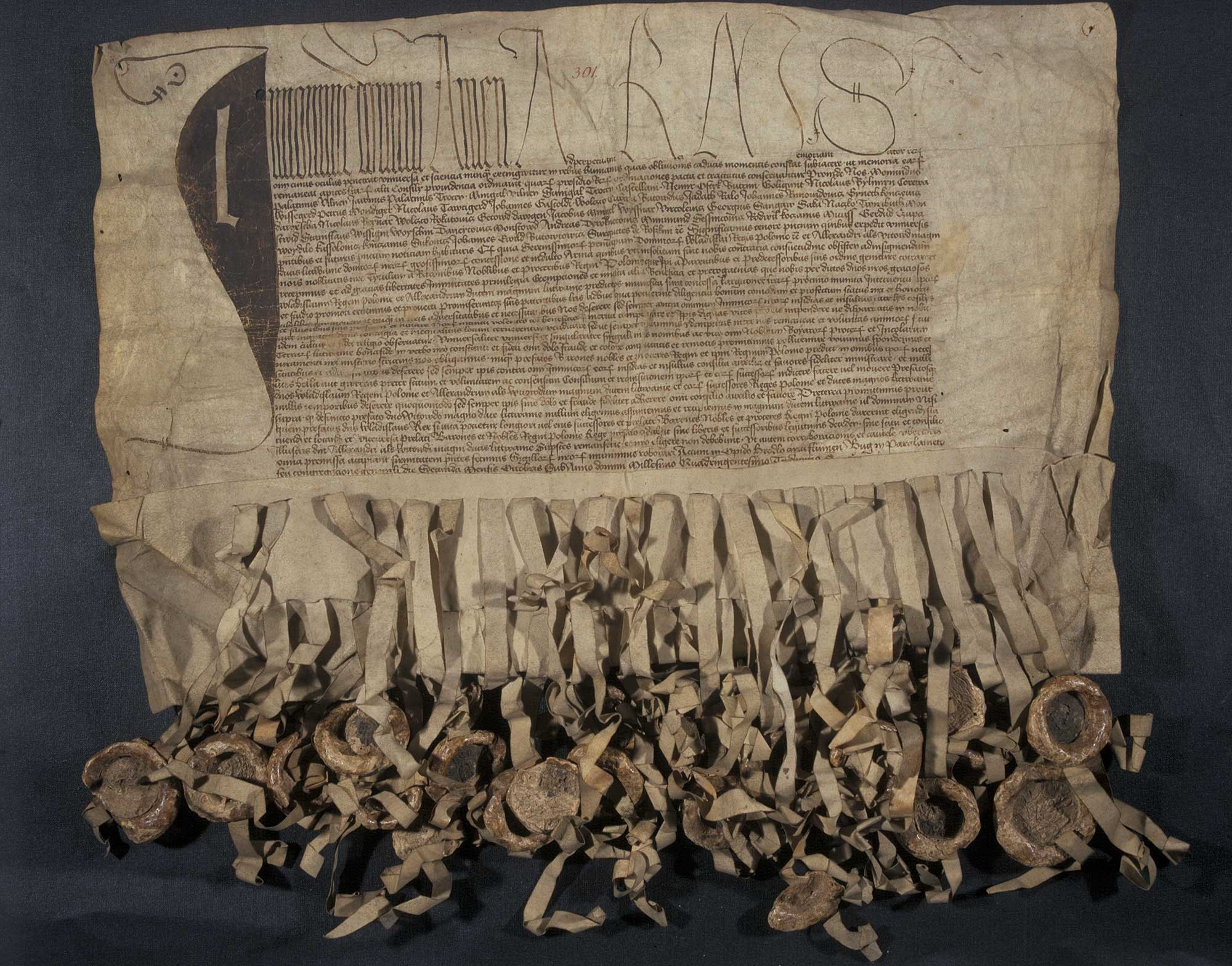
Dokument unii horodelskiej z 1413 roku z przyczepionymi pieczęciami

W 1413 roku podczas unii horodelskiej doszło do przyjęcia przez polskie rodziny szlacheckie, bojarów litewskich wyznania katolickiego (tzw. adopcja herbowa). Jednym z ważniejszych dowodów tamtego wydarzenia jest istniejący do dziś dokument, do którego przyczepione są pieczęcie z wizerunkami herbów szlacheckich.
Z dokumentu dowiadujemy się o istnieniu Bylimina, który został adoptowany przez przedstawicieli Porajów. Jednakże poza tą informacją nie zachowały się o nim żadne inne źródła historyczne. Wiadomo, że Bylimin po przyjęciu chrztu, przyjął chrześcijańskie imię Mikołaj.
Jednakże, znana jest inna rodzina litewska, która w najbliższym czasie po Horodle pieczętowała się herbem Poraj, są nimi książęta Giedrojciowie, którzy jako jedni z nielicznych rodów kniaziowskich wydali z siebie gałąź bojarską (Bylimina i jego nieznane bliżej potomstwo), podczas gdy pień nadal zachował kniaziostwo (Giedrojciowie). Analogiczne stanowisko zajmuje Sunigajło, wywodzący się od książąt Świrskich.